# Каталунски протести (2019)
Каталунските протести от 2019 г. са протестно движение предизвикано от осъждането на девет каталунски лидери за независимост в процес, воден от Върховния съд на Испания. Те са обвинени в предизвикване на размирици и други престъпления срещу испанската държава заради ролята си в организирането на каталунския референдум за независимост от 2017 г.

## Хронология
Испанският автономен регион Каталуния от дълго време има установено движение за независимост, което подкрепя обявяването на Каталуния за независима и суверенна република като по този начин се отдели от Кралство Испания. Невалиден референдум от 2014 г. приключва с победа за поддръжниците на каталунска независимост (въпреки че само 37% гласуват), което насърчава каталунските власти да проведат референдума за независимост на Каталуния от 2017 г., който според тях ще бъде валиден и ще приключи с независимостта на Каталуния.
Испанското правителство, тогава оглавявано от Мариано Рахой, смята това за незаконен акт на сепаратизъм и прави апел към испанския Върховен съд за блокиране на референдума. Върховният съд се съгласява и нарежда на Каталуния да прекрати референдума. Автономното правителство на Каталуния отказва да спре референдума въпреки задължаващата заповед на Върховния съд. Испанското правителство започва операция Анубис, в която опитва насила да спре провеждането на референдума, като нахлува в местата за гласуване, спира печатането и публикуването на изборни материали и сваля сайтове, подкрепящи или осигуряващи информация за референдума и преследва организаторите им. Каталунското правителство оказва съпротива на полицейската операция и продължава с референдума.
В края на деня каталунското правителство обявява, че референдумът е бил успешен и че повече от 90% от гласувалите са подкрепили независимостта. Броят на гласувалите е 43%. Девет дни по-късно, цитирайки резултата от референдума, каталунският парламент гласува и издава каталунската декларация за независимост, която обявява независимата Република Каталуния.
Декларацията обаче е в директно противоречие с член 115 от испанската Конституция, както и с наредбите на испанския Върховен съд и испанското правителство. По тази причина испанското правителство слага край на автономията на региона и налага директно управление, взимайки контрола над всички автономни правителствени институции и инфраструктура. Испанското правителство, заедно с крайно дясната партия Вокс започва образуването на наказателни дела срещу няколко от лидерите на автономния регион, както и на организаторите на референдума. Те са изправени през испанския Върховен съд в делото на каталунските лидери за независимост.
На 14 октомври 2019 г. деветима от каталунските лидери са осъдени на между 9 и 13 години затвор, докато други трима са освободени. Демонстрации избухват в протест на отсъждането на Върховния съд малко след това.

## Начало на протестите
Протестите срещу осъждането на каталунските лидери за независимост започват на 14 октомври на Летище Барселона - Ел Прат, само няколко часа след като испанският Върховен съд обявява решението си. До следобед хиляди протестиращи се събират на летището, предизвиквайки затварянето му. Избухват сблъсъци между протестиращите и силите на реда, след като вторите се опитват да разпръснат тълпата с палки. Каталунското правителство, оглавявано от подкрепящия независимостта Йоаким Тора, призовава за амнистирането на осъдените лидери за независимост и за нов опит за реализацията на каталунската независимост.
Сблъсъците се превръщат в насилие, когато протестиращите реагират с агресия срещу опитите на полицията да прекрати демонстрацията, като някои протестиращи опожаряват коли и хвърлят буркани с киселина по органите на реда. Каталунските сили на реда, които преди това са обвинявани в подкрепа на движението за независимост, отговарят със сълзотворен газ срещу протестиращите. Подкрепящият независимостта говорител на каталунския парламент осъжда насилието и призовава за мирни протести срещу решението на съда. Протести се разрастват, докато все повече каталунци излизат по улиците. Някои от демонстрантите опитват да нахлуят в сгради, собственост на испанското правителство и се сблъскват с полицейските сили. Испанската полиция обявява, че 51 протестиращи са арестувани.

## Съобщение на Тора
На 17 октомври президентът на автономното каталунско правителство Йоаким Тора призовава за незабавно прекратяване на насилието и отказва да се асоциира с протестиращи, прибягващи до такова, докато по същото време прави призив за повече мирни протести. Въпреки това ситуацията в Барселона ескалира до положение на открити улични битки между протестиращите и полицията, докато и агресивните демонстранти нападат полицаи, и полицейските сили нападат мирни протестиращи заради близостта им с агресивните такива.
Скоро след това каталунският президент опитва да усмири тълпата като съобщава за намерението си да поиска нов референдум, докато масовите протести продължават за четвърти пореден ден. На 18 октомври град Барселона е парализиран от десетки хиляди мирни протестиращи, отговорили на призива на каталунския президент и обявяват подкрепата си за осъдените лидери за независимост. Демонстрацията бързо се разраства, като полицията в Барселона преброява 525 хиляди протестиращи.

## Обща стачка
До късния 18 октомври, малки търговски синдикати, свързани с движението за независимост, призовават за обща стачка. Въпреки това големите синдикати не подкрепят събитието, като техни представители дори поставят под съмнение основанието да бъде наричано „стачка“. Пет мирни марша се провеждат в центъра на Барселона, замразявайки движението в града. Протестиращи блокират и пътя на френско-испанската граница. Поне 20 други големи пътни артерии също са блокирани. Сблъсъците се разразяват въпреки това, като маскирани протестиращи се изправят срещу полицията, хвърляйки камъни и палейки гумени кошчета. 25 хиляди студенти се присъединяват към протестното шествие, обявявайки мирна студентска стачка.
В резултат на стачката, влаковете и метрото намаляват капацитета си с 33%, докато автобусите отбелязват спад от между 25 и 50% на обичайния си капацитет. Пътищата по френската граница остават блокирани и всички пътища, водещи към Барселона, също са пресечени. 190 полета са отменени в резултат на стачката. Испанският производител на коли „Сеат“ обявява спиране на производството в завода си в Марторели и повечето от туристическите центрове в Барселона са окупирани от протестиращите, развяващи знамената естелада и постери със слогани в подкрепа на независимостта.
Към края на деня, точно както и в предишните дни, бунтове избухват в центъра на Барселона. Маскирани граждани блокират булеварда в близост до полицейската централа. Там протестиращите издигат барикади, палят кошчета за боклук и хвърлят павета и други тежки предмети по полицаите. Силите на реда отговарят с гумени куршуми, сълзотворен газ и димни гранати. Полицията за първи път използва водното оръдие, получено през 1994 г. от Израел, за да си проправи път през барикадата. Сблъсъците се разпространяват до градове извън Барселона, а действащият вътрешен министър на Испания обявява, че 207 полицай са арестувани от началото на протестите, като също така отбелязва и 128 протестиращи са арестувани от националните сили на реда. Мигел Буч – каталунският вътрешен министър, отговарящ за публичния ред, нарича насилието „безпрецедентно“ и се дистанцира от насилствените протестиращи, призовавайки вместо това да продължат мирните протести.